# Van de Graaff (cráter)

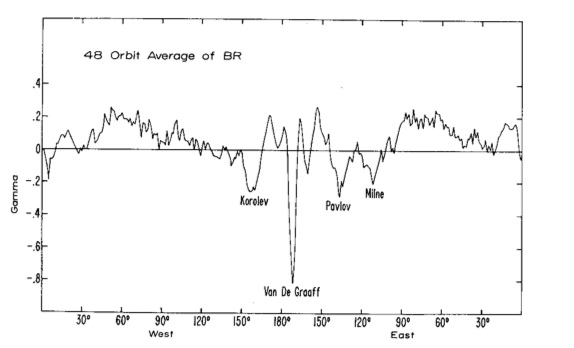
Anomalía magnética

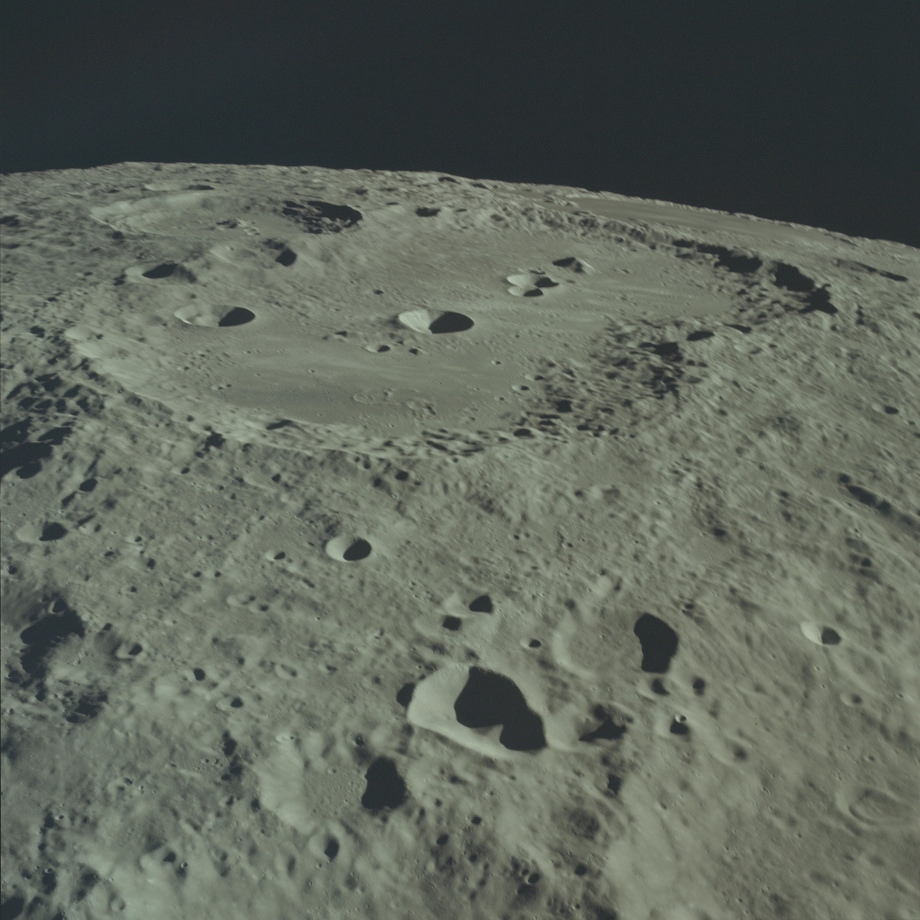
Vista oblicua de Van de Graaff desde el Apolo 17. Foto NASA.

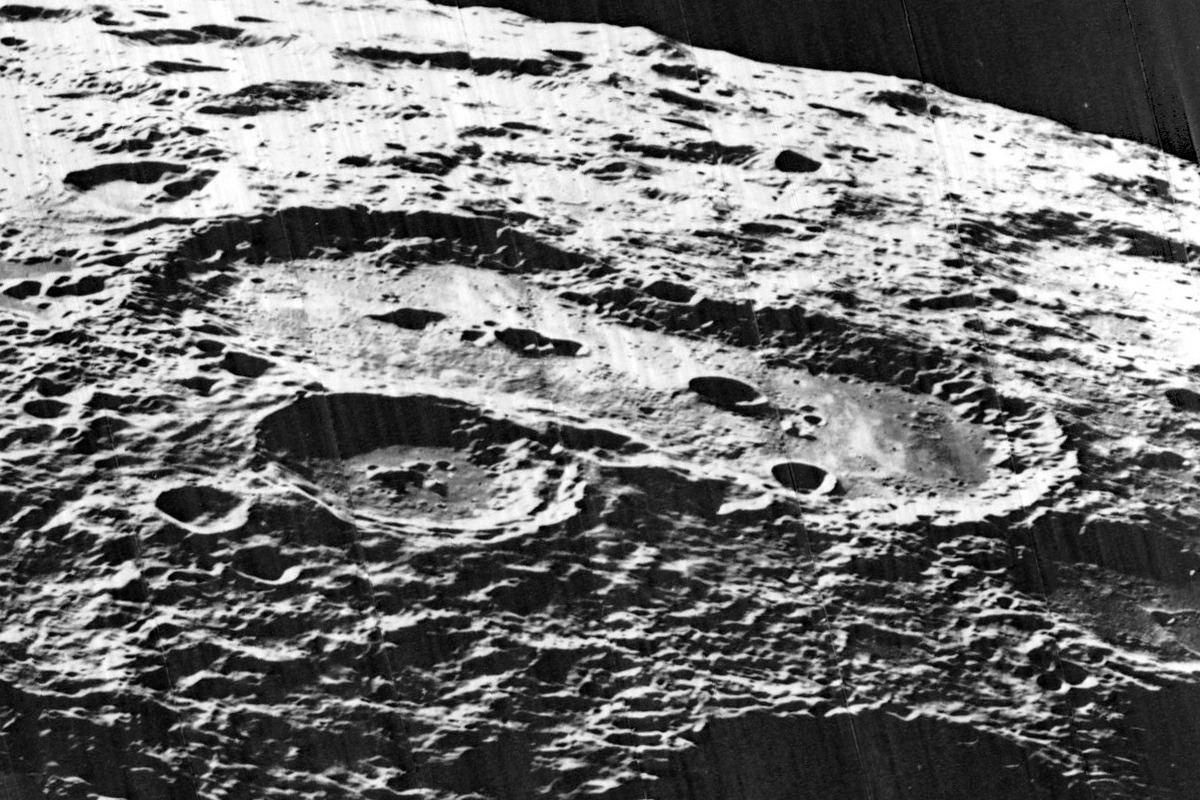
Imagen tomada por el Lunar Orbiter 5, mirando al oeste.

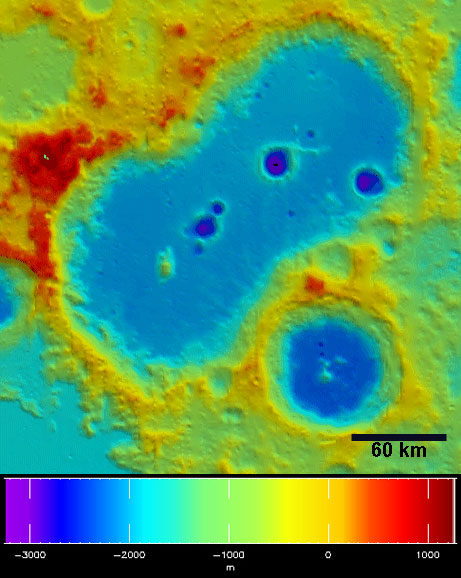
Imagen del altímetro láser (misión LRO)

Van de Graaff es una formación de cráteres ubicada en la cara oculta de la Luna, en el borde noreste del Mare Ingenii. El cráter Birkeland está unido al borde suroriental, anidado contra la "cintura" ligeramente más estrecha de la formación. Al norte se halla Aitken, y Nassau se encuentra al este.
El cráter debe su nombre al físico Robert J. Van de Graaff, cuyo trabajo pionero incluye la invención del generador de Van de Graaff.

## Descripción
Van de Graaff tiene la apariencia de dos cráteres fusionados, aproximadamente en forma de ocho sin ningún borde intermedio que separe las dos mitades.
El borde exterior tiene algunas terrazas en la pared sudoeste, pero generalmente aparece gastado y erosionado. Un par de cráteres se superponen al borde suroriental, junto a Birkeland. También aparecen varios pequeños cráteres en el suelo interior de Van de Graaff. La sección sudoeste tiene un pico central, mientras que el suelo del noreste es ligeramente más liso.
Estudios orbitales de la Luna han demostrado que existe un campo magnético local en la vecindad de esta formación que es más fuerte que el campo lunar natural. Esto es una probable indicación de la presencia de roca volcánica debajo de la superficie. El cráter también tiene una concentración ligeramente más alta de materiales radiactivos que la típica de la superficie lunar.
Las paredes del cráter en las cercanías de Van de Graaff exhiben una inusual textura llena de surcos. Esta región se encuentra en las antípodas del lugar de impacto del Mare Imbrium, y se piensa que las poderosas ondas sísmicas de este evento convergieron en este punto. Lo más probable es que esta energía generase el aspecto ranurado por los corrimientos de tierras desencadenados por los temblores, aunque los surcos también pueden haber sido formados por grupos de materiales eyectados depositados por el impacto.

## Cráteres satélite
Por convención estos elementos son identificados en los mapas lunares poniendo la letra en el lado del punto medio del cráter que está más cercano a Van de Graaff.
|               | \| Van de Graaff \| Coordenadas \| Diámetro \| \| ------------- \| ------------------------------- \| -------- \| \| C \| 26°36′S 172°48′E / -26.6, 172.8 \| 20 km \| \| F \| 26°48′S 174°36′E / -26.8, 174.6 \| 20 km \| \| J \| 28°30′S 174°06′E / -28.5, 174.1 \| 25 km \| \| M \| 30°36′S 171°30′E / -30.6, 171.5 \| 19 km \| \| Q \| 27°36′S 171°18′E / -27.6, 171.3 \| 15 km \| |          |
| Van de Graaff | Coordenadas | Diámetro |
| C             | 26°36′S 172°48′E / -26.6, 172.8 | 20 km    |
| F             | 26°48′S 174°36′E / -26.8, 174.6 | 20 km    |
| J             | 28°30′S 174°06′E / -28.5, 174.1 | 25 km    |
| M             | 30°36′S 171°30′E / -30.6, 171.5 | 19 km    |
| Q             | 27°36′S 171°18′E / -27.6, 171.3 | 15 km    |